# Neptunea vladivostokensis
Neptunea vladivostokensis (лат.) — вид брюхоногих моллюсков рода нептунея (Neptunea) семейства трубачей (Buccinidae). Обитают в Японском море. Видовое название дано в честь города Владивостока.

## Описание и образ жизни
Раковина спиралевидная, крупная — от 122 (по другим данным — 140) до 190 мм (изредка достигают размера до 237 мм), обычно толстая и прочная, но изредка тонкая. Цвет темный красновато-коричневый или оранжевый.
Вид сильно изменчив. При этом все формы: широкие и стройные, скульптурные и гладкие, с толстыми и тонкими раковинами — встречаются вместе.
Размножаются половым путем. Тела отмерших моллюсков N. vladivostokensis образуют прибрежные морские донные отложения.

## Местообитания
N. vladivostokensis обитает в западной и северной частях Японского моря. Встречается от залива Петра Великого на юго-западе, у Владивостока, вдоль российского побережья Японского моря до Татарского пролива на северо-востоке. По глубине — от 25 до 120 м.
В южной части Татарского пролива симпатричен с Neptunea eulimata.
Типовая местность: Россия, Владивосток.